# Chorizopes mucronatus
Chorizopes mucronatus är en spindelart som beskrevs av Simon 1895. Chorizopes mucronatus ingår i släktet Chorizopes och familjen hjulspindlar.
Artens utbredningsområde är Sri Lanka. Inga underarter finns listade i Catalogue of Life.